# Rue Crevaux
La rue Crevaux est une voie du 16e arrondissement de Paris, en France.

## Situation et accès
La rue Crevaux est une voie publique située dans le 16e arrondissement de Paris. Elle débute au 30, avenue Bugeaud et se termine au 61, avenue Foch.
Le quartier est desservi par la ligne de métro 2 aux stations Victor Hugo et Porte Dauphine.

## Origine du nom
La rue porte le nom de l'explorateur français Jules Crevaux (1847-1882), qui fut massacré par les indiens Tobas, en Bolivie sur les bords du río Pilcomayo en Argentine.

## Historique
Cette voie est ouverte par la Société foncière lyonnaise sous le nom de « rue Dennery », qui, d'après le décret de Jules Grévy du 16 janvier 1882, « a supporté les dépenses des travaux de viabilité, d'éclairage et de conduites d'eau ». En fait, ainsi que le prouve le plan de Paris de 1882, il s'agissait d'une voie privée traversant le terrain que monsieur Dennery a cédé à la Société foncière lyonnaise à l'exception de ce qui est aujourd'hui le musée d'Ennery.
Elle reçoit sa dénomination actuelle par un arrêté du 28 août 1882.

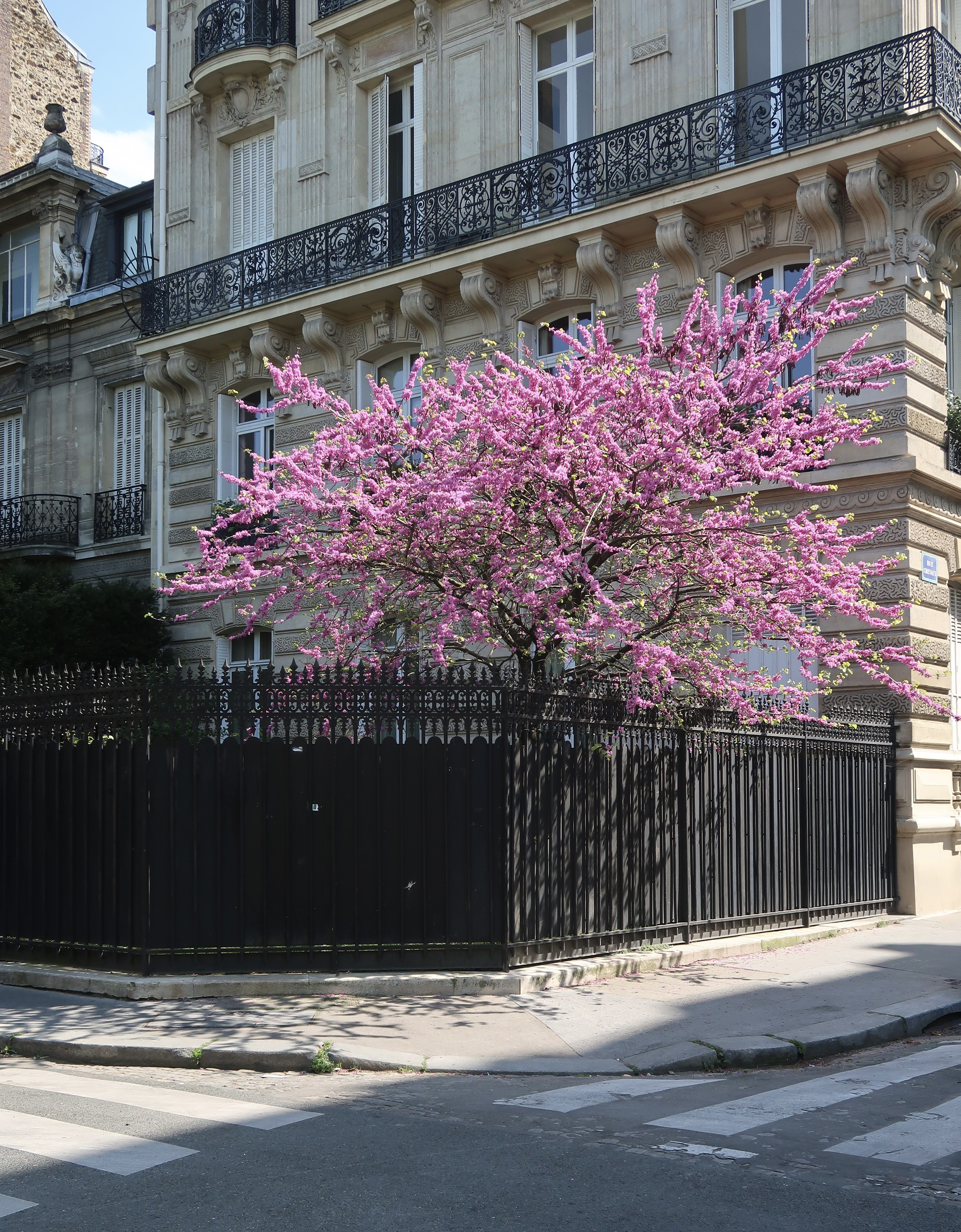
Au croisement avec l'avenue Foch.
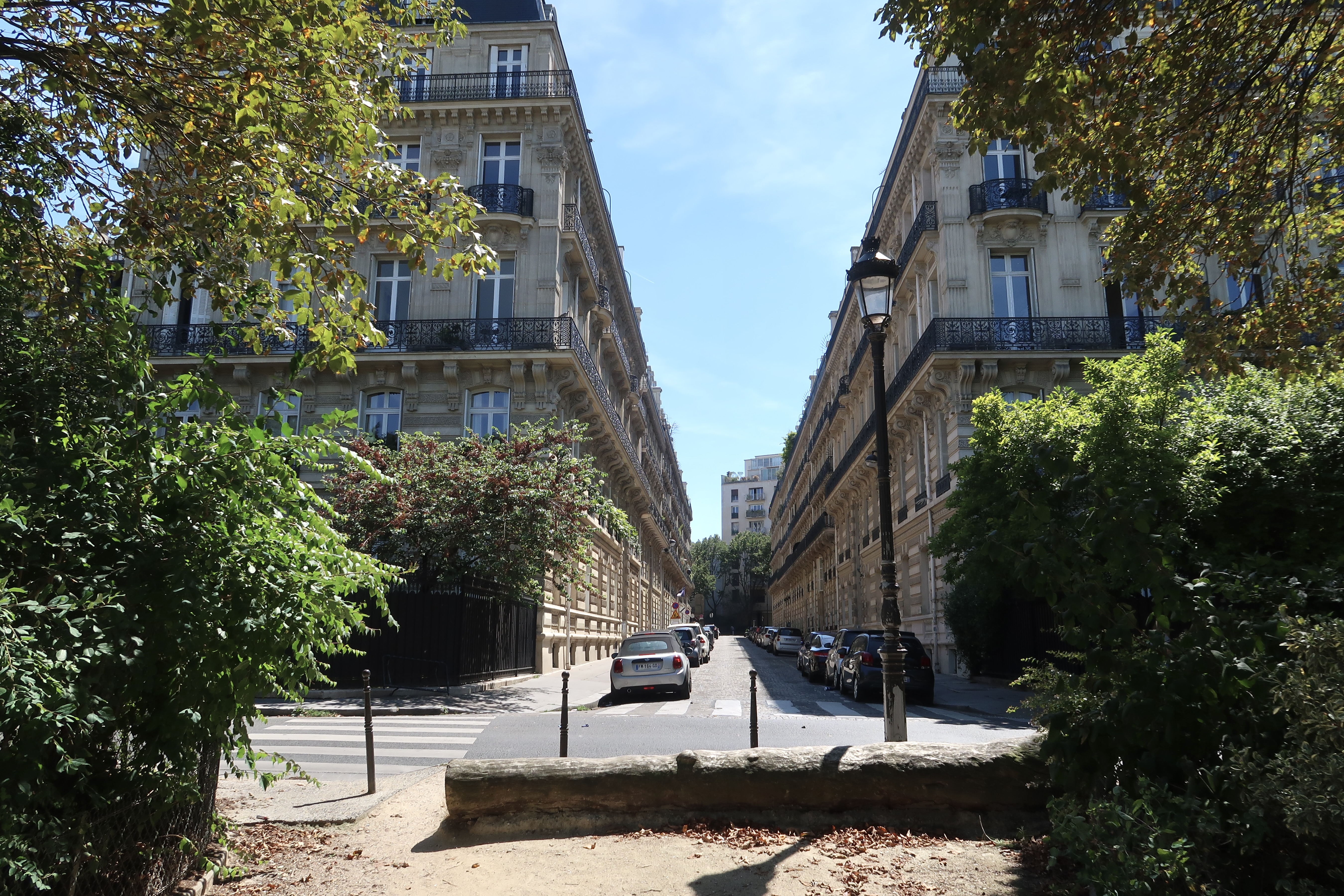
Vue depuis l'avenue Foch.

## Bâtiments remarquables et lieux de mémoire
- No 8 :
  - Le romancier Maurice Leblanc (1864-1941) a habité l’immeuble[2]. Il y a logé son personnage Arsène Lupin, sous le nom de Félix Davey[3],[4],[5].
  - L'architecte Paul Bessine (1869-1950) y a vécu[6].
  - Ambassade du Honduras en France[5].
  - Le journaliste Jules Huret y habite de 1906 à 1915[7].